# .cz
cz. هو امتداد خاص بالعناوين الإلكترونية (نطاق) domain للمواقع التي تنتمي لـ التشيك.